# Abou Yoûsouf
Pour les articles homonymes, voir Abu Yusuf.
Aboû Yoûsuf Ya`qoûb bin Ibrâhîm al-Kûfî, plus connu sous le nom d'Aboû Yoûsuf (arabe : أبو يوسف), (né à Kûfa en 113 ou en 117 de l'Hégire — 735 apr. J.-C. — et mort en un lieu inconnu en 182 de l'Hégire — 795) est un cadi hanafite célèbre pour sa connaissance de la jurisprudence islamique (fiqh).

## Biographie
Né à Koufa dans une famille pauvre — il était le fils d'un pauvre cultivateur — il étudia la science du hadith puis dès qu'il l'eut maitrisée, il s'initia au fiqh sous l'égide de l'imam Ibn Abî Laylâ (mort en 765), dont le père était un célèbre compagnon du Prophète sahaba à Médine. Il étudia plus tard sous Abû Hanîfa. Ce dernier avait remarqué son intelligence dès son enfance, et il l'aida financièrement à entreprendre puis à poursuivre ses études. Abou Yûsûf resta son disciple pendant plus de neuf années. 
Après la mort de Abou Hanîfa, en 767, Abou Yûsûf, dont la renommée s'est étendue, fut qadi à Bagdad pour le calife Al-Mahdî (775-785). Il sera confirmé dans cette fonction par son successeur, Al-Hâdî, lequel gouverne seulement l'année 786. Le calife Hâroun ar-Rachîd (786-809) décerne à Abou Yûsûf le titre de Qadi al-Qadhât ("Cadi suprême", ou "Cadi des cadis"), ce qui lui donne le pouvoir de nommer les autres cadis, évidemment de rite hanafite tout comme lui : l'élargissement de l'école hanafite à grande échelle est né.
L'aisance matérielle qui est désormais celle de l'imâm lui permet de faire de larges aumônes aux indigents de La Mecque, Médine, Koufa et Bagdad.
Considéré — avec al-Chaybânî — comme le principal continuateur d'Abou Hanîfa, fondateur de l'école juridique éponyme, les avis d'Abou Yûsûf, ou ses "opinions", diffèrent pourtant quelquefois de celles de son maître, probablement sur la base de hadîths (traditions) qui n'étaient pas connus ou authentifiés du temps d'Abou Hanîfa et de ses différents voyages (il rencontre par exemple le non moins célèbre imam  Mâlik ibn Anas).
Abou Yûsûf, maître du fiqh, excellait dans la science du hadîth, celle du tafsir (l'exégèse), l'histoire militaire et d'autres disciplines. Son ouvrage le plus fameux, le Kîtâb al-Kharâdj, est un recueil de rapports, remis au calife Hâroun ar-Rachîd, sur les différents impôts, notamment le kharâj (ar. خراج : taxe sur les terres agricoles) et la djizia (impôt payé par les non musulmans), avec une classification des terres en fonction de leur valeur, des types de cultures pratiquées, etc.
Abou Yûsûf est mort, sans doute à Bagdad, le 5 Râbî' al-Awal 182 H (798).

## Œuvres
- Kitab al-Kharâj (Livre de l'impôt foncier).
- Kitab al-Athar (Livre de la tradition), une compilation de hadîths.
- Kitab Ikhtilaf Abi Hanifa wa Ibn Abî Laylâ, (Livre de l'opposition entre Abû Hanîfa et Ibn Abî Layla[5]).
- Kitab al-Radd ‘Ala Siyar al-Awza`i, (Livre de la réfutation des lois de la guerre d'Al-Awza`i[6]), réfutation du juriste Al-Awza`i sur les lois de la guerre.